# Noé Anabir
Noé Anabir (* 28. Mai 1995 in Meyrin) ist ein Schweizer Basketballspieler.

## Werdegang
Anabir spielte als Jugendlicher für die Vereine UGS Basket, Champel Basket und Meyrin Basket. Im Spieljahr 2011/12 bestritt für CPE Meyrin Genève erste Einsätze in der Nationalliga B, seinen Einstand in der Nationalliga A gab er während des Spieljahres 2013/14 bei den Lions de Genève.
2015 ging er in die Vereinigten Staaten, weilte am Northwest Kansas Technical College, dann am Mesa Community College sowie von 2017 bis 2019 an der Youngstown State University. Er studierte im Hauptfach Wirtschaft.
Im Anschluss an seine Rückkehr in die Schweiz stand Anabir zunächst beim BBC Monthey-Chablais unter Vertrag, bei dem er 2019/20 der beste Schweizer Korbschütze war, gefolgt von zwei Spielzeiten bei Union Neuchâtel Basket. Im Sommer 2022 ging er zu den Lions de Genève zurück. Im April 2025 gewann er mit der Mannschaft den Schweizer Pokalbewerb und im Folgemonat die Schweizer Meisterschaft.

### Nationalmannschaft
Anabir war Schweizer U18- und U20-Nationalspieler, im August 2022 wurde er erstmals in der Herrennationalmannschaft eingesetzt.